# Literaturdatenbank Niedersachsen
Die Literaturdatenbank Niedersachsen ist eine über das Internet durchsuchbare Datenbank, die die Vielfalt der Literatur und ihre Vermittlung in Niedersachsen aufzeigen will. Das im Jahr 2008 begonnene Projekt wurde 2013 neu gestaltet und mit Beiträgen ergänzt. Das Konzept entwickelte der gemeinnützige Verein Literaturhaus Hannover, der mit Förderung durch das Niedersächsische Ministerium für Wissenschaft und Kultur die Datenbank pflegt und laufend mit neuen Medienbeiträgen ergänzt.
Die Datenbank kann mit verschiedenen Abfragen durchsucht werden:
1. Über die „Autorensuche“ wurde bis Ende 2019 mehr als 500 Verfasser in den Epochem vom Mittelalter bis zu Autoren der Gegenwart erfasst.[1]
2. Über den Datenbankabfrage unter dem Stichwort „Landgang“ finden sich Anmerkungen und Texte zu niedersächsischen Landschaften beispielsweise von Goethe, Heinrich Heine oder Georg Christoph Lichtenberg, aber auch von heute weniger bekannten Persönlichkeiten. Die insbesondere von Heiko Postma ausgewählten und recherchierten Schriften erfassen aber auch vermeintlich exotisch anmutende Texte wie etwa von Mark Twain, Jerome K. Jerome oder Samuel Beckett.[1]
3. Über das Eingabefeld „Institutionen“ zeigt die Datenbank zudem die Standorte und Adressen der Archive, Bibliotheken, Literaturhäuser, Verlage, Stiftungen, Verbände, Literarische Gesellschaften, Literaturmuseen und Gedenkstätten sowie in Niedersachsen erscheinende Zeitschriften und Medien, die Literaturvermittlung leisten. Dazu zählen Universitäten sowie beispielsweise die Herzog August Bibliothek in Wolfenbüttel.[1]
4. Eine Suchfunktion der Literaturdatenbank Niedersachsen gibt Werke der niederdeutschen Sprache aus.[1]
5. „Preise und Stipendien“ zeigen Auszeichnungen und Fördermöglichkeiten, Fortbildungsangebote und Studienschwerpunkte vor allem für den Nachwuchs auf. Die aufgezeigten Initiativen und Institutionen der Kulturellen Bildung wie etwa er Friedrich-Bödecker-Kreis sind über die Landesgrenzen hinaus vernetzt.[1]
6. Die Abfrage zu „Veranstaltungen“ zeigt Programme und Projekte auf rund um die Literaturszene mit ihren gegenwärtigen Autoren, Verlagen, Buchhandlungen und Veranstaltern prägt die Gegenwart. Neben den Institutionen der kulturellen Bildung werden auch Initiativen zur Leseförderung aufgezeigt sowie die örtlichen Büchereien. Dabei werden die insbesondere als Zentren für Autoren- und Multiplikatoren-Beratung und als Ansprechpartner für Literaturinteressierte konzipierten Literaturhäuser an den Standorten Braunschweig, Göttingen, Hannover, Lüneburg, Oldenburg und Osnabrück herausgestellt.[1]